# Jonas Burgert
Pour les articles homonymes, voir Burgert.

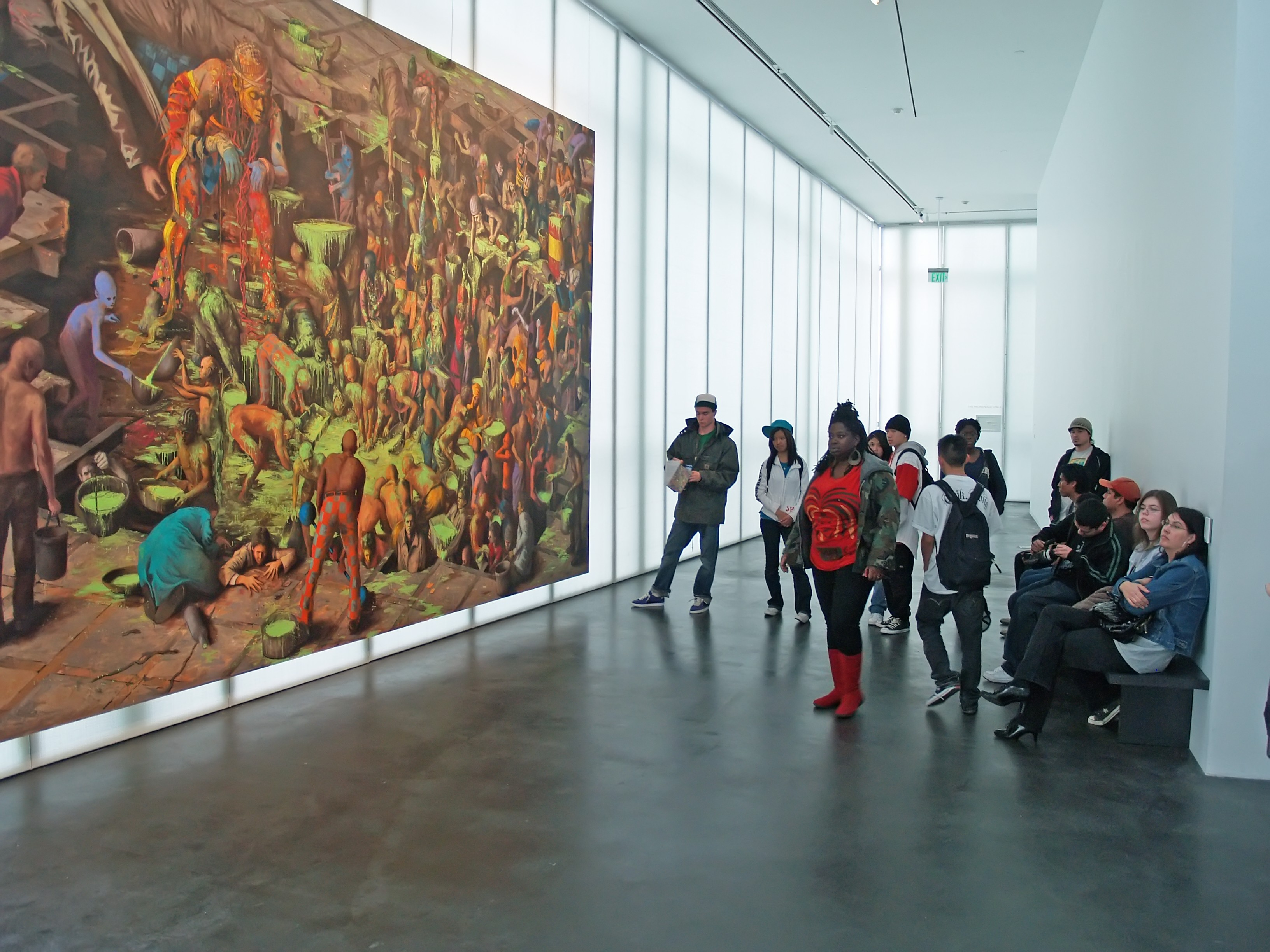
Le Deuxième Jour, rien, huile sur toile (2008) exposé au Denver Museum of Contemporary Art.

Jonas Burgert est un peintre allemand né en 1969, qui vit et travaille à Berlin.

## Expositions
- Hamburger Kunsthalle , Allemagne.
- Saatchi Gallery Jonas Burgert – Painting – Saatchi Gallery, Grande-Bretagne.
- Galerie Sfeir-Semler , Allemagne, Liban.
- MCA Denver  USA.